# Xenylla boerneri
Xenylla boerneri är en urinsektsart som beskrevs av Axelson 1905. Xenylla boerneri ingår i släktet Xenylla och familjen Hypogastruridae. Arten är reproducerande i Sverige. Inga underarter finns listade i Catalogue of Life.